# Tabanus pazukii
Tabanus pazukii är en tvåvingeart som beskrevs av Jezek 1990. Tabanus pazukii ingår i släktet Tabanus och familjen bromsar.
Artens utbredningsområde är Iran. Inga underarter finns listade i Catalogue of Life.